# Amersfoort
Amersfoort je město v Nizozemsku.
Má rozlohu 6 378 hektarů a k 31. lednu 2023 v něm žilo 160 902 obyvatel. Je druhým největším městem provincie Utrecht, zároveň je šestnáctým největším městem Nizozemska. Amersfoort je rostoucí město, představuje jeden z největších železničních uzlů země, důležité posádkové město a oblíbený turistický cíl.

## Administrativní dělení
Město sestává z 21 městských částí: Bergkwartier, Bosgebied, Binnenstad, Hoogland, Hoogland-West, Kattenbroek, Kruiskamp, de Koppel, Liendert, Rustenburg, Nieuwland, Randenbroek, Schuilenburg, Schothorst, Soesterkwartier, Vathorst, Hooglanderveen, Vermeerkwartier, Leusderkwartier, Zielhorst a Stoutenburg-Noord.

## Historie

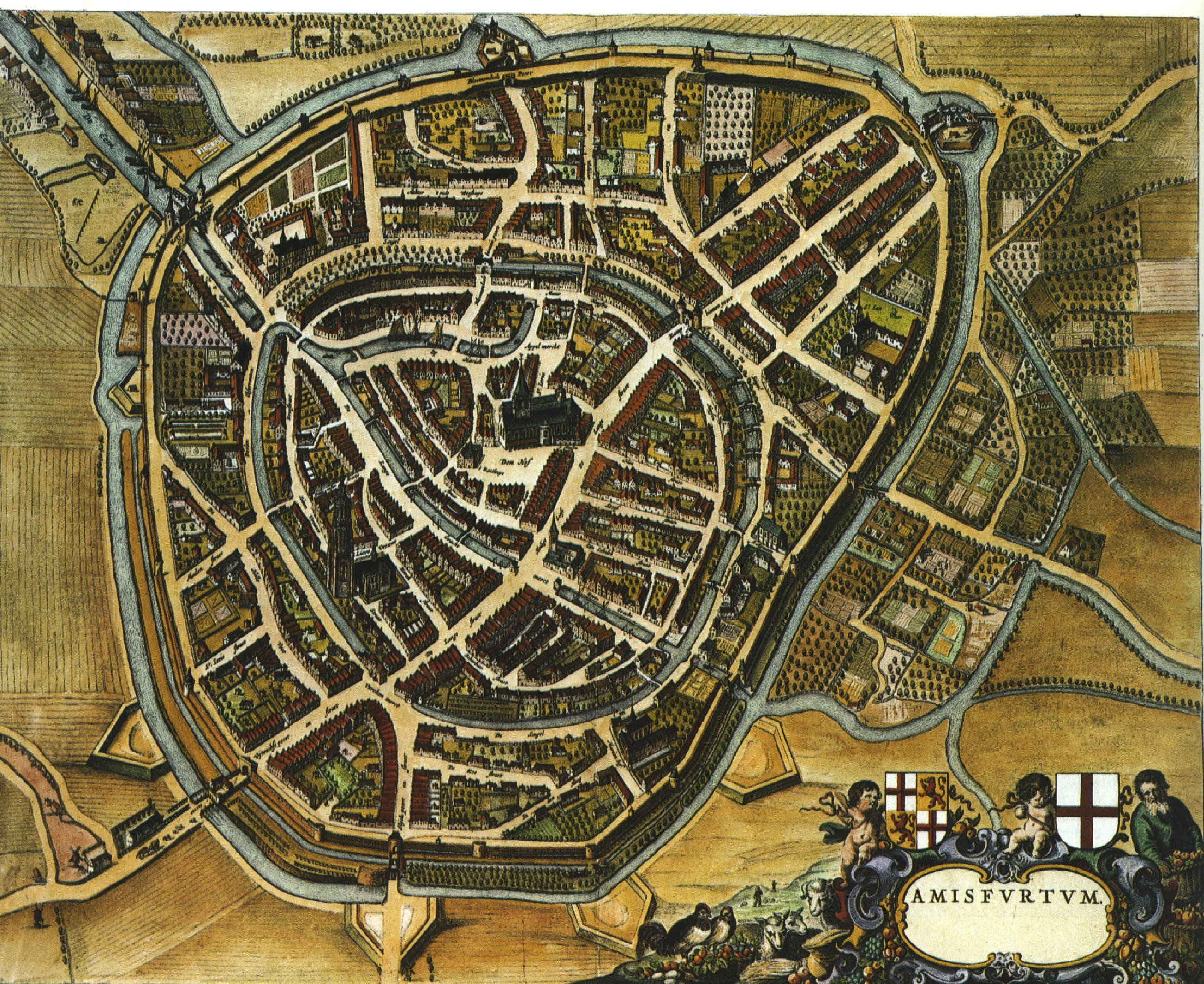
Plán města, mědirytina Joaen Blaeu (1652)

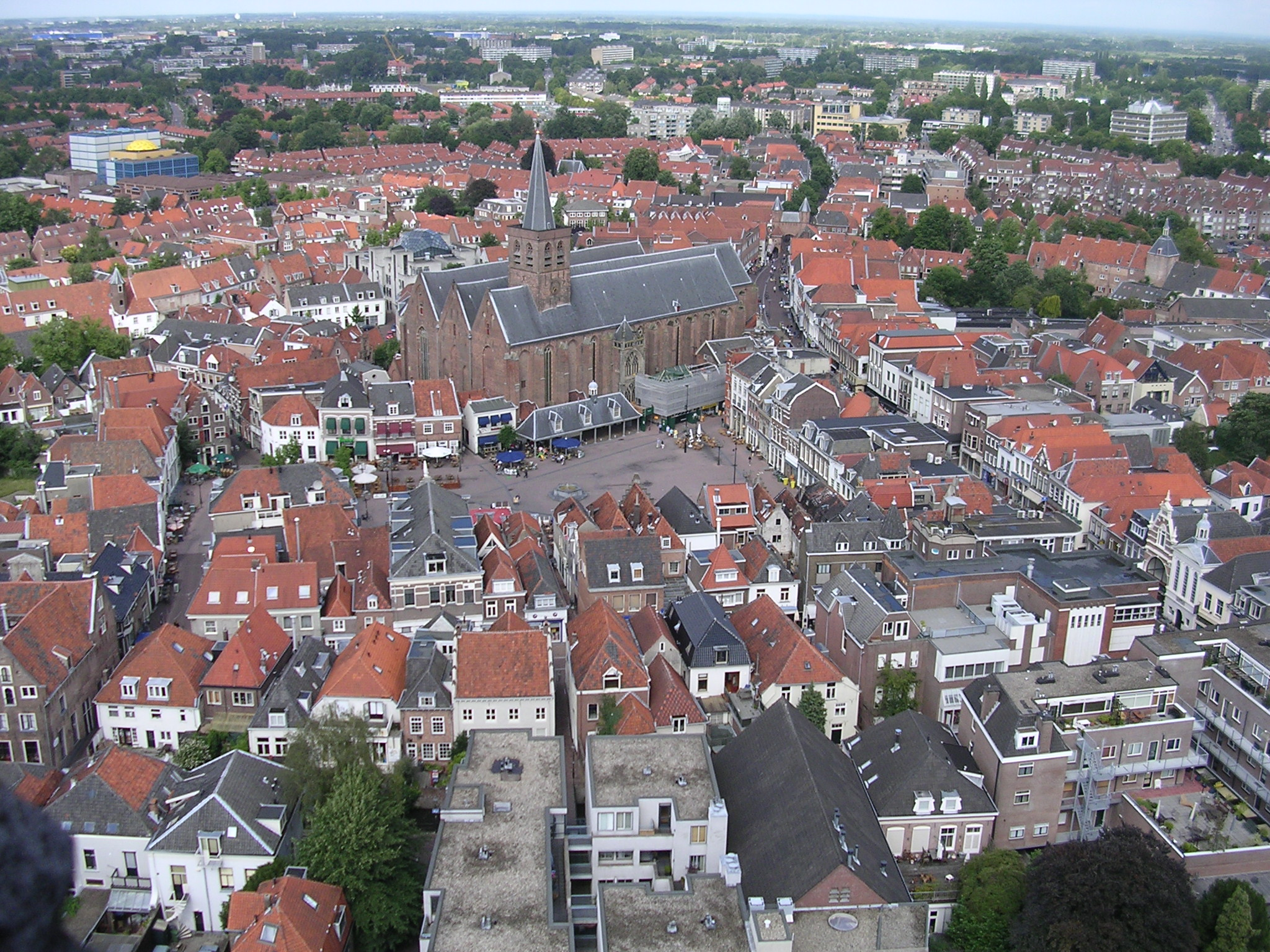
Náměstí s kostelem sv. Jiří

Město patří k nejstarším historickým sídlům v Nizozemí. Souvislé osídlení s bohatými archeologickými nálezy se datuje od období kolem roku 1000 př. n. l. Osada se nazývala pevnost (Foort) na řece Amer a poprvé se objevila v písemném dokumentu z roku 1028. Z tržní osady bylo město vytyčeno a vystavěno kolem čtvercového náměstí na okrouhlém půdorysu s pravidelnou radiální sítí ulic, s kaplí sv. Ducha a kostelem sv. Jiří a roku 1259 obdrželo městská práva od biskupa Hendrika van Vianden, zároveň se stalo jeho sídlem. Středověké urbanistické členění se dosud dochovalo. Město bohatlo z trhu a řemesel (zejména tkalcovství), bylo nejen producentem, ale i obchodním prostředníkem mezi Holandskem a hanzovními městy. V polovině 16. století byly všechny chrámy reformovány. Pastor Cornelius Steenoven z ilegálního kostela na 't Zand se dal v Utrechtu vysvětit na římskokatolického arcibiskupa, ale později byl papežem sesazen.
Od konce 17. století zde prosperovaly kromě soukenických dílen, pivovaru a sladovny také manufaktura (později továrna) na zpracování tabáku, dovezeného z kolonií. Roku 1727 byla postavena synagoga. V letech 1810-1813 bylo město obsazeno a vypleněno francouzskou armádou.
Za druhé světové války roku 1941 obsadili město němečtí nacisté a zřídili zde pracovní a transitní koncentrační tábor "De Boskamp". Vězni odtud byli také transportováni do pracovního tábora Kruppovy továrny v Essenu a Židé do vyhlazovacího tábora v Mauthausenu. Při osvobození města 20. dubna 1945 zde mezinárodní Červený kříž přijal 32 500 vězněných mužů.

## Památky

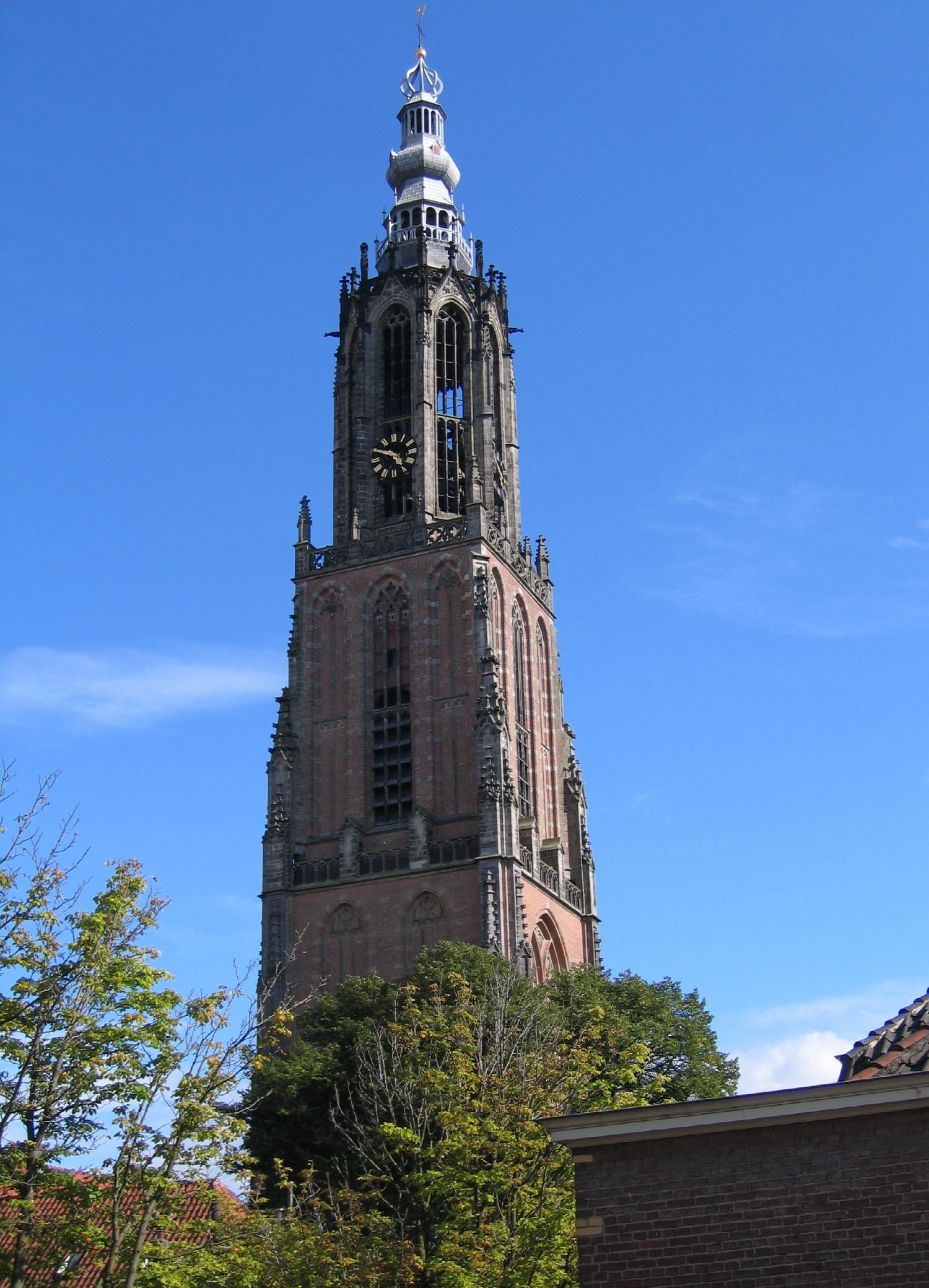
Věž Panny Marie

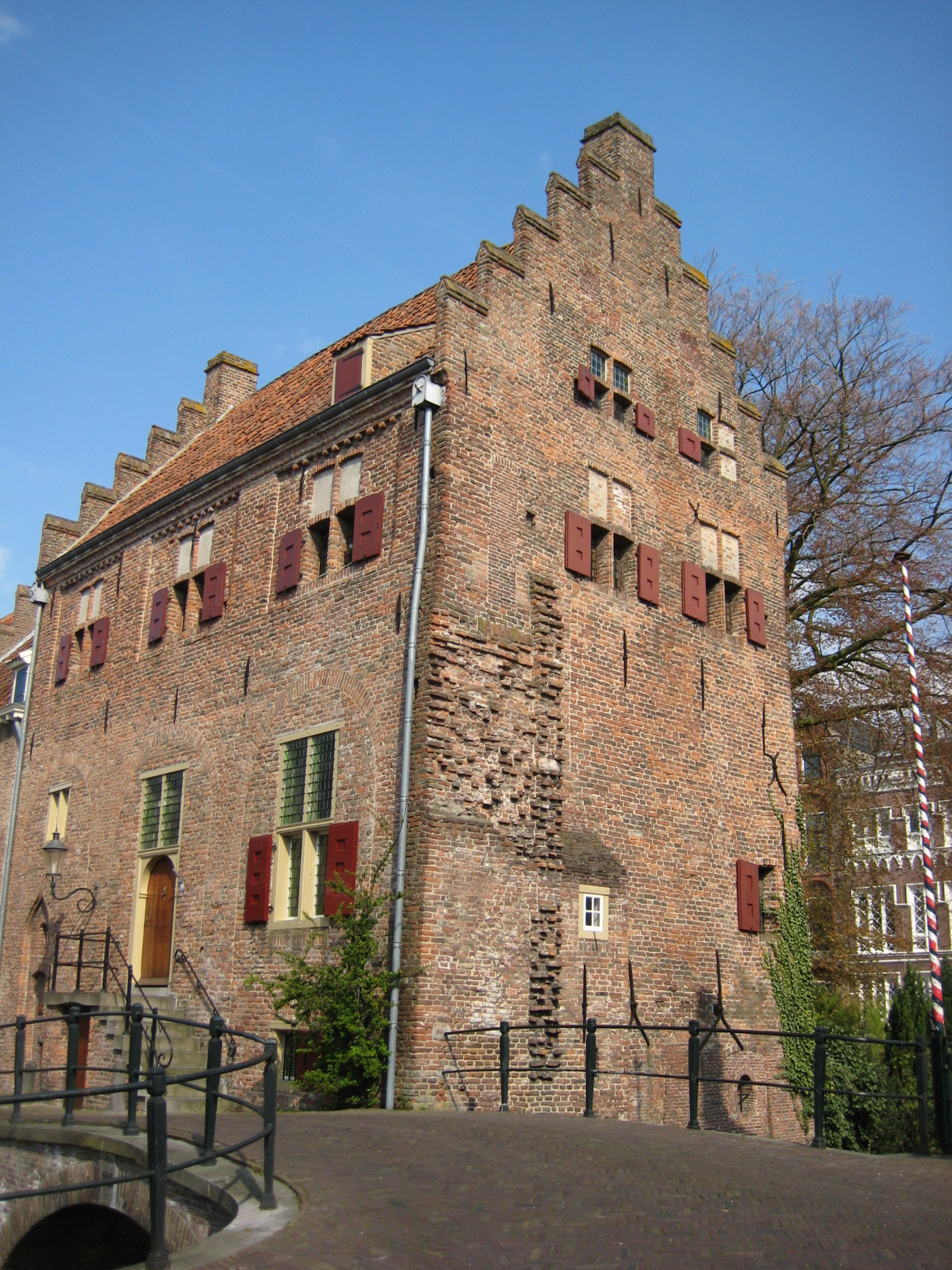
Groot Tinnenburg - Dům strážného v městské bráně

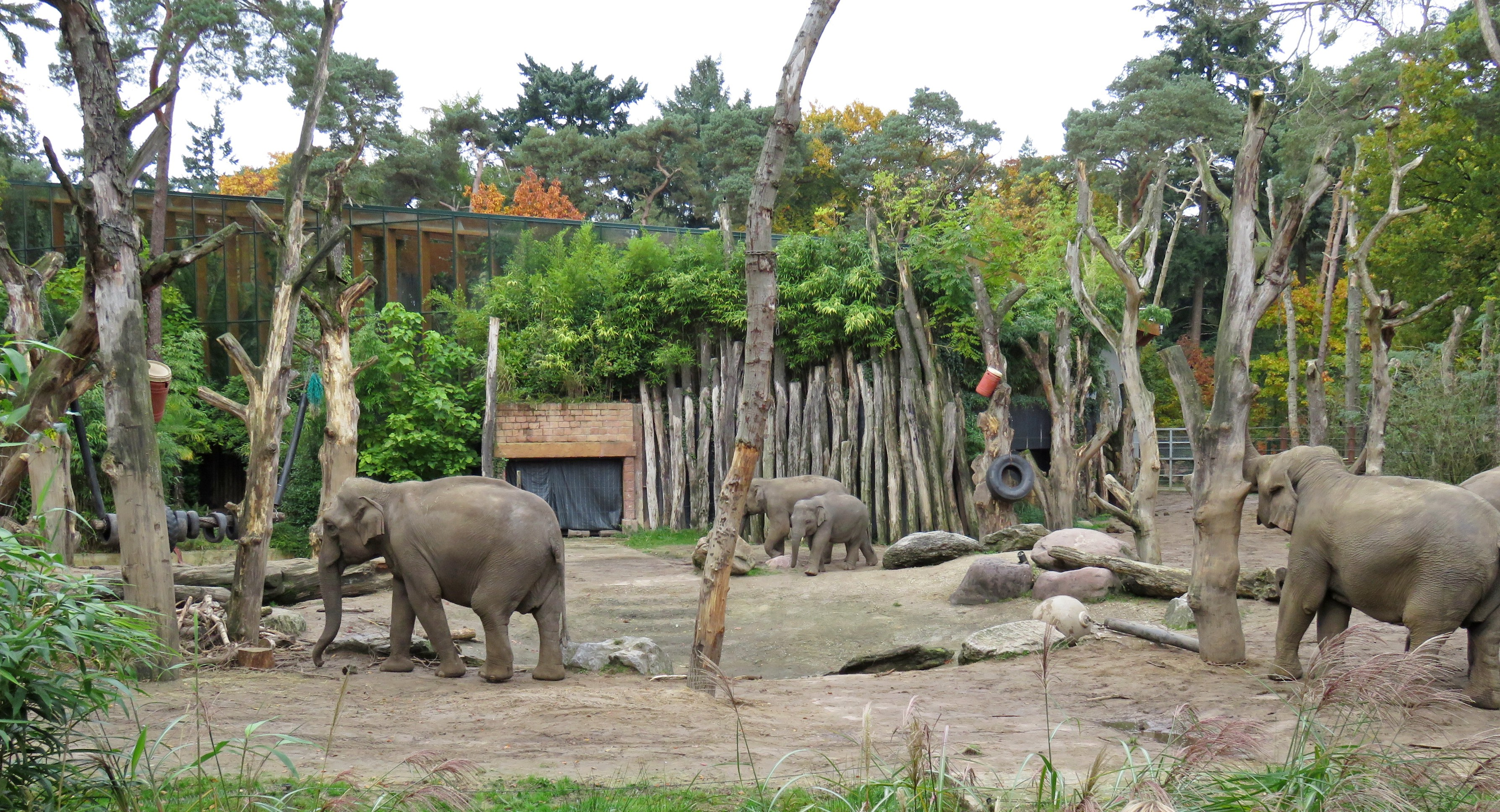
Výběh slonů v zoo v Amersfoortu

Město patří k šesti nejvýznamnějším památkovým rezervacím v Nizozemí. Dochovalo se zde kolem stovky architektonických a sochařských památek od středověku po současnost.
- Středověké hradby a městské brány
- Groot Tinnenburg – strážní dům někdejší středověké městské brány, cihlová stavba z 15. století

Kaple Svatého Ducha (Heilige Geestkapel) – raně gotická stavba, od reformace patří luteránské církvi
- Věž Panny Marie (Der Onze-Lieve-Vrouwetoren) – gotická cihlová věž s hodinami a barokní bání; výškou 98 metrů patří mezi nejvyšší chrámové věže v Nizozemí; chrám byl významným poutním místem zjevení Panny Marie, poutníci každoročně přicházeli uctít její zázračnou sošku nalezenou roku 1444. Chrám byl zničen výbuchem v roce 1787, věž zůstala.
- Kostel sv. Jiří (Sint-Joriskerk), trojlodní halová stavba z cihel
- Radnice
- Troje kasárna – nejstarší kasárna kavalerie Willema III. byla založena roku 1883 a původnímu účelu sloužila do roku 1978; ostatní pocházejí z let 1899–1978, zbrojnice z konce 19. století je vojenským muzeem.
- Měšťanské domy z 15.–19. století, propojené kanály s historickými můstky

## Muzea
- Muzeum Flehite – významná regionální sbírka umění, prehistorie (od období mezolitu přes dobu bronzovou až po středověk), umění od středověku, přes renesanci a další, také historie světových válek[1]
- Rodný dům s muzeem malíře Pieta Mondriana
- Armando Muzeum – sbírka prací malíře Armanda

- Zoo Dierenspaark – proslulá zoologická zahrada, asi 12 km západně od města

## Kultura, školství a sport
- Eemhuis – moderní multifunkční kulturní dům, otevřený roku 2014; mimo jiné je sídlem Kunsthalle. V srpnu se zde koná světový festival jazzu.
- Univerzita fyzioterapie[2]
- Sportovní stadion hostí pravidelně mezinárodní závody v sedmiboji a každoroční letní mezinárodní turnaje v tenisu.

## Osobnosti
- Paulus Buys (1531–1594) – advokát a místodržící Holandska, tzv. velký penzionář
- Jacob van Campen (2. února 1596 Amersfoort – 13. září 1657), nizozemský architekt Zlatého věku.
- Piet Mondrian (7. března 1872 Amersfoort – 1. února 1944 New York), jeden ze zakladatelů abstraktního malířství. Jeho rodný dům je upraven na muzeum se stálou expozicí o jeho životě a díle; pořádají se zde i krátkodobé výstavy moderního umění.
- Armando (* 18. září 1929 Amsterdam) – nizozemský malíř, strávil dětství v Amerfoortu; jeho dílo zpřístupňuje Armando Museum.

## Partnerská města
- Liberec, Česko
- Albufeira, Portugalsko